# Janez Bilc
Janez Bilc, slovenski rimskokatoliški duhovnik in pesnik, * 7. januar 1839, Ilirska Bistrica, † 13. julij 1906, Ilirska Bistrica.

## Življenje
Nižjo gimnazijo je končal v Ljubljani (1855), višjo na Reki, bogoslovje v Ljubljani (1863). Zaradi težke bolezni je bil posvečen šele  1. avgusta 1864. Nato je služboval v Ilirski Bistrici, dokler ni 24. julija 1867 stopil v začasni pokoj, ki ga je preživel večinoma pri knezu Windischgrätzu na Planini, nazadnje nekaj časa pri Wagensbergih. Tam je dobil odlok za kuratski beneficij v Lozicah, kjer je služboval do 1872, ko je ponovno stopil v začasni pokoj, ki se mu je vsako leto podaljšal, dokler ni bil 1878 kot kaplan stalno upokojen. Od 1872 do smrti je bival pri domačih v Ilirski Bistrici.

## Delo
Bilčeve pesmi so večinoma nabožne vsebine in prigodnice, opevajo pa tudi, kakor je bilo v njegovi dobi običajno, ljubezen do domačega kraja, slovenske domovine, prirode in podobno. Učil se je pri Vodniku, kateremu je posvetil več pesmi (Slovenija oživljena), nekaj tudi pri Prešernu, Vilharju in drugih. Njegove pesmi so preproste po zamisli in po obliki, a izhajajo iz ljubke, otroško prikupne duše. Poznejše pesmi in popravke starejših večjih pesnitev pričajo tudi po obliki o pesnikovem napredku. Prve pesmi je objavil že kot gimnazijec v Kmetijskih in rokodelskih novicah (1856) in drugih slovenskih časopisih. Posebej so izšli njegovi Prvenci (1864) in pripovedna pesem Tarbula, devica mučenica (1868, 1901).
Veliko je tudi prevajal, zlasti latinske cerkvene himne (Prestava najlepših himen sv. cerkve, I, 1869; Prestava najlepših himen sv. cerkve, II, 1881), razen tega Mažuranićevo Smrt Smail-Age Čengića (1870), Poljaka Zaleskega legendarno pesnitev Sveta družina (1887), in dve povesti Kr. Schmida Bogomir puščavnik in Sveti večer (oboje 1867). 
V časopisih je od 1856 do smrti objavil tudi veliko člankov, večinoma so bili to opisi krajev, nekaj je bilo tudi zgodovinskih, biografskih in vzgojnih. Leta 1888 je izdal knjigo o Postojnski jami.

## Izbrana bibliografija
- Pervenci (COBISS)
- Tarbula, devica mučenica (COBISS)
- Prestave naj lepših himen sv. cerkve : II. del (COBISS)
- Postojna in sloveča Postojnska jama na Kranjskem  (COBISS)
- Generalmajor Anton plem. Valenčič (COBISS)